# Stavern
Stavern är en tätort och stad i Larviks kommun i Vestfold fylke i sydöstra Norge. På en ö utanför Stavern anlades 1685 befästningen Stavern fort. Under det stora nordiska kriget var Stavern ett viktigt varv för norsk-danska krigsfartyg.
Då varvet 1750 blev flottstation ändrades namnet till Fredriksværn. Fredriksværn, vars befästningar flera gånger utvidgats och förstärkt, upphörde 1850 att vara station för norska flottan. Varvet bibehölls dock till 1895. På Krudtaarnsholmen har uppförts en minneshall, tillägnat norska sjömän som omkom under första världskriget.
Orten utgjorde tidigare centralort i dåvarande Staverns kommun.

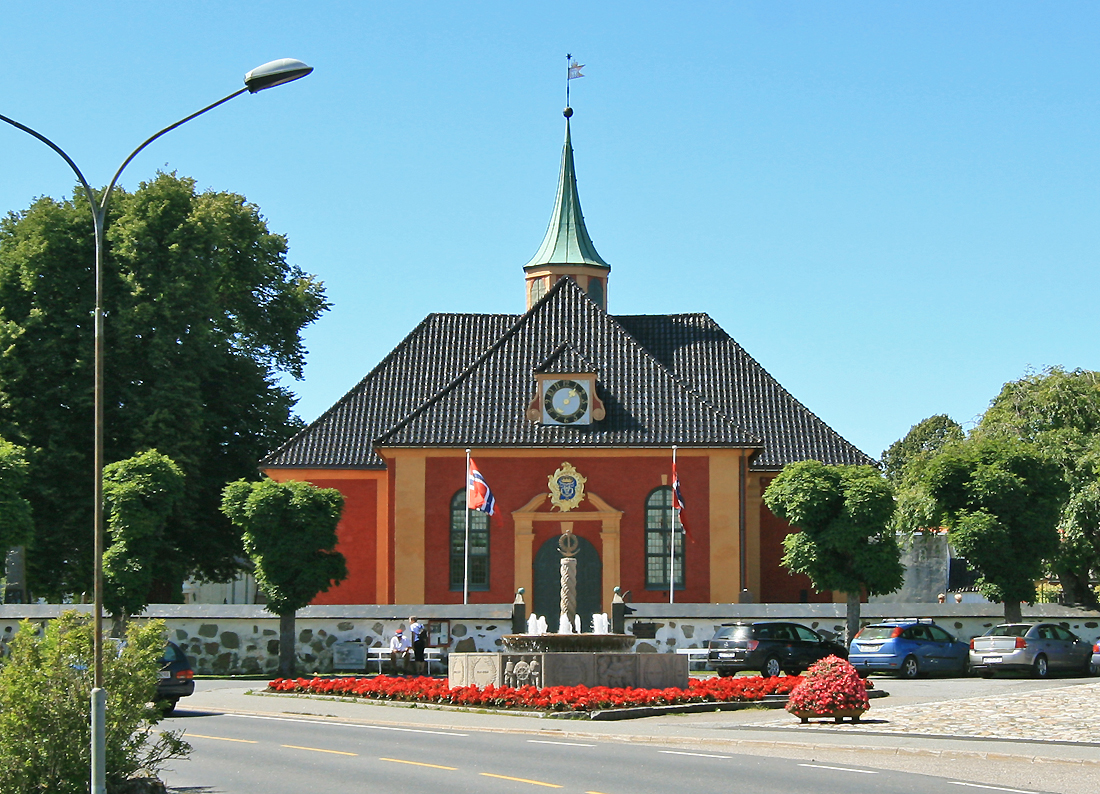
Staverns kyrka, Norges första garnisonskyrka, byggd 1756.